# Dugi Otok
Dugi Otok (en italien Isola Lunga) est est une île de la mer Adriatique située en Croatie au large de la côte dalmate. L'île fait partie de l'archipel de Zadar et se situe à une vingtaine de kilomètres au sud-ouest de Zadar sur la côte adriatique septentrionale de la Dalmatie. Elle comptait 1 655 habitants en 2011. Par sa superficie il s'agit de la septième plus grande île croate et de la mer Adriatique.

## Géographie
Dugi Otok est la plus grande et la plus orientale des îles de l'archipel de Zadar. Son nom, qui signifie « Longue île » en croate, provient de sa forme étirée (45 km de long et entre 1 km et 4 km de large). Sa superficie couvre 113,30 km2 pour une longueur de côte de 170,7 km. Son point culminant est le mont Vela straža (338 m). 
La côte ouest est abrupte, tandis que la côte est, découpée et abritée, regroupe huit villages : Sali le plus important, Zaglav, Žman, Luka, Savar, Brbinj, Dragove et Božava. Trois autres villages, Soline, Veli Rat et Verunić, sont situés au nord-ouest de l'île dans les baies protégées de Solišćica et Velarska vala. Au sud de l'île s'étend le parc naturel de Telašćica à proximité du parc national des Kornati.

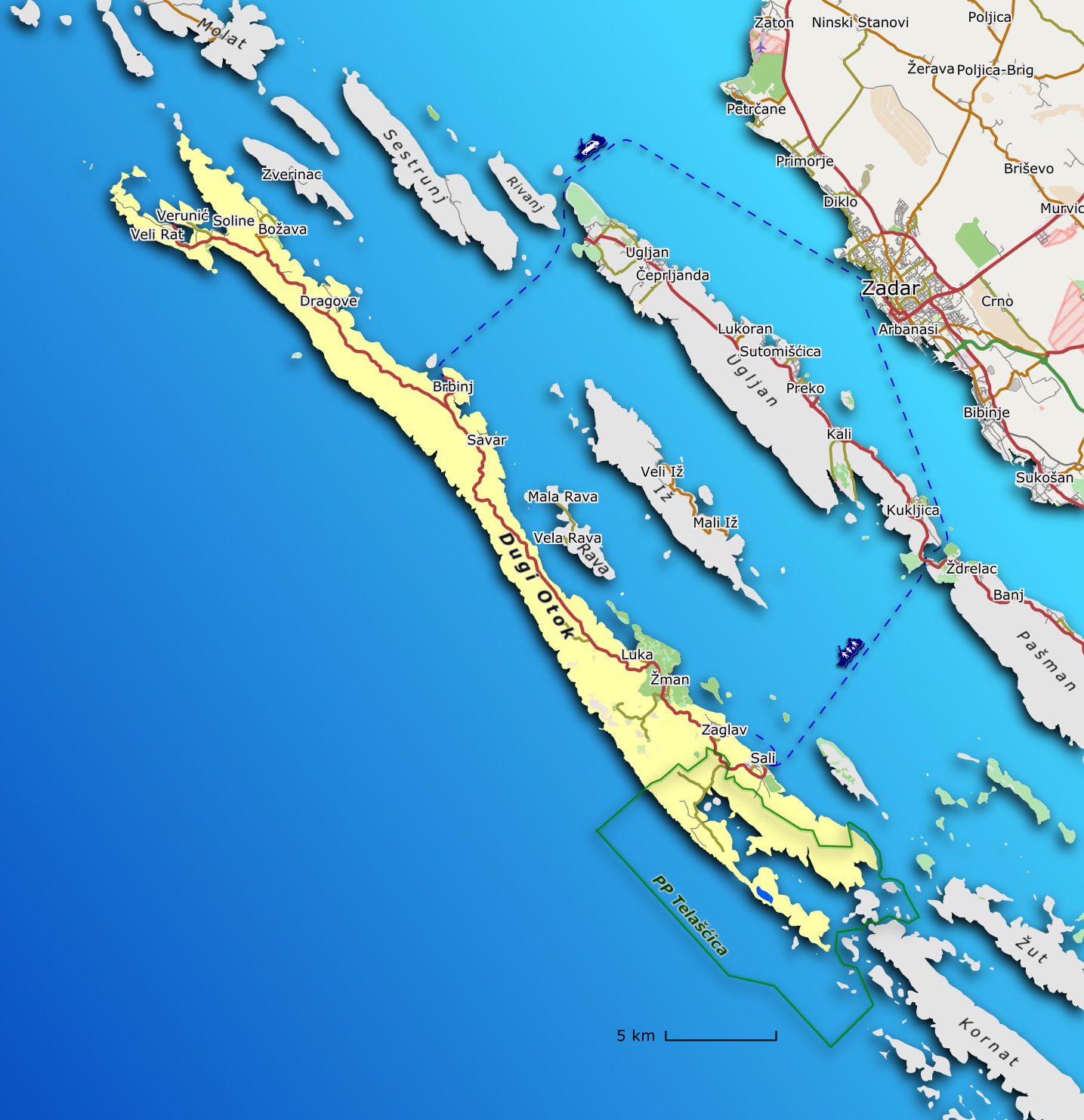
Carte de l'île de Dugi Otok dans l'archipel de Zadar

La population de l'île s’élève à 1 655 habitants en 2011.

## Climat
Le climat de Dugi Otok est de type méditerranéen. Les étés sont chauds, secs et longs et les hivers doux et humides avec une température moyenne de 6° C en janvier, et 24° C en août. La température moyenne de la mer varie de 12° C en février, à 23° C en août. L'ensoleillement moyen est de 2 500 heures par an. Le nombre moyen de jours de pluie est de 90 jours pour une hauteur de précipitation moyenne annuelle de 800 mm.

## Histoire

### Préhistoire et protohistoire
L'histoire de Dugi Otok remonte à des milliers d'années comme en témoignent les vestiges d'habitat dispersés sur l'île. Des restes humains datant de la préhistoire ont été découverts en 2011 dans la grotte de Vlakno. Les plus anciens connus remontent au Paléolithique, et l'archéologie témoigne d'une occupation continue pour l'âge du cuivre, l'âge du bronze et l'âge du fer. L'activité économique de ces époques est centrée sur l'agriculture, et les groupements humains sont alors situés près des terrains fertiles. Aux époques suivantes, l'île continue d'être habitée et la pêche joue un plus grand rôle : les groupements humains se rapprochent de la côte, restant toutefois sur les collines environnantes. Cependant la côte proprement dite ne voit que de petites constructions servant de stockage pour l'équipement de pêche pour minimiser les attaques de pirates mais aussi pour s'abriter des vents dominants et bénéficier de la meilleure exposition possible - pour cette dernière raison, les villages de l'époque sont situés sur les pans de collines exposés au sud.

### Moyen âge
Dugi Otok est mentionné au milieu du Xe siècle par l'empereur byzantin Constantin Porphyrogénète sous le nom de Pizuh.[réf. nécessaire] Le plus ancien document concernant la pêche date de 995 : il y est noté que des nobles de Zadar donnent des zones de pêche dans les baies de Molašćica et Telašćica, au monastère de Saint-Krševan à Zadar. Côté agriculture, les olives et le vin sont dominants.
Au début du XIe siècle des écrits mentionnent le nom de Insula Tilagus, conservé dans le nom de la baie Telašćica. Le nom actuel de l'île, écrit en glagolitique, date du XVe siècle.[réf. nécessaire]

### XXesiècle
En 1905 apparaissent à Sali les premières constructions industrielles de traitement du poisson, appelées Mardešić. C'est le début de la prédominance de la partie sud-est de l'île aux dépens du nord-ouest.

## Économie
La pêche a été l'activité traditionnelle prépondérante au dernier millénaire. Une conserverie de poissons est toujours en activité à Sali. L'agriculture était présente avec l'huile d'olive, le vin, l'élevage ovin, le fromage.

### Tourisme
À partir de la fin du XXe siècle, l'économie fait place au développement du tourisme. Le tourisme sur l'île de Dugi Otok bénéficie d'un cadre naturel calme et préservé. Elle compte plusieurs plages et criques dont la Baie de Sakarun et sa grande plage de sable, la plage de galets Veli Žal, les plages naturelles de Veli Rat ou Brbinj et celles aménagées de Božava, Žman, Luka, et Sali (Bočac). L'ile comporte des infrastructures destinées aux activités nautiques et sportives telles que la plaisance dans les nombreuses îles, les multiples criques, baies et les marinas récentes de Veli Rat et de Sali.
Le sud de l'ile forme le Parc naturel de Telašćica dans lequel se situe le lac salé Mir (« Paix » en croate) aux vertus réputées thérapeutiques, un des rares lacs salés en Europe, bordé à l'ouest par des falaises de 100 m de hauteur, ainsi que la falaise de Grpašćak, la plus haute de Croatie (161 m).
L'île possède aussi du patrimoine historique avec notamment l'Église Sainte-Marie de l'Assomption du XVe siècle à Sali, l'abri de sous-marin du temps de la Yougoslavie, près de Dragove et le phare Veli Rat, le plus haut (42 m) de l'Adriatique.

## Administration
L'île de Dugi Otok est située dans le comitat de Zadar, elle est administrée par la municipalité de Sali qui compte les villages de Sali, Zaglav, Žman, Luka, Savar, Brbinj, Dragove, Božava, Soline, Veli Rat, Verunić, et le village Zverinac de l'île voisine de Zverinac.   
Sali le principal village de Dugi Otok en est le centre administratif et culturel.